# هيني والتر
هيني والتر هو سائق سيارة سباق ومهندس سويسري، ولد في 28 يوليو 1927 في Alpthal ‏ في سويسرا، وتوفي في 12 مايو 2009 في إيش (بازل لاندشافت) ‏ في سويسرا.

## وصلات خارجية
- هيني والتر على موقع Racing-Reference.info (الإنجليزية)
- هيني والتر على موقع DriverDB.com (الإنجليزية)